# Levante (Španělsko)

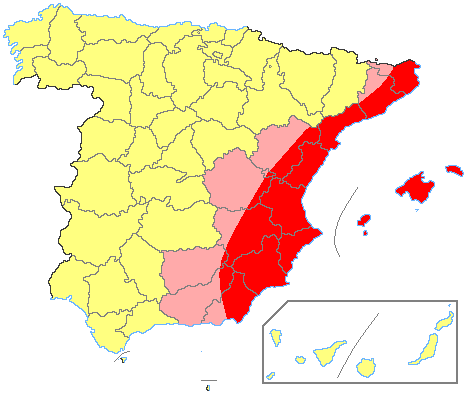
Levante na mapě Španělska

Levante (španělsky: [leˈβante]; katalánsky: Llevant [ʎəˈβan, ʎəˈvant, ʎeˈβan, ʎeˈvant]) je označení pro východní oblast Pyrenejského poloostrova. Nemá žádnou moderní geopolitickou definici.
Zahrnuje území Valencijského společenství (provincie Alicante, Castellón a Valencie), Murcie, Katalánska, Kastilie-La Mancha (Albacete a Cuenca), východní Andalusie, Almeríe, Granady, Jaénu, jižní Aragonie a Baleárslých ostrovů.